# BRL-CAD

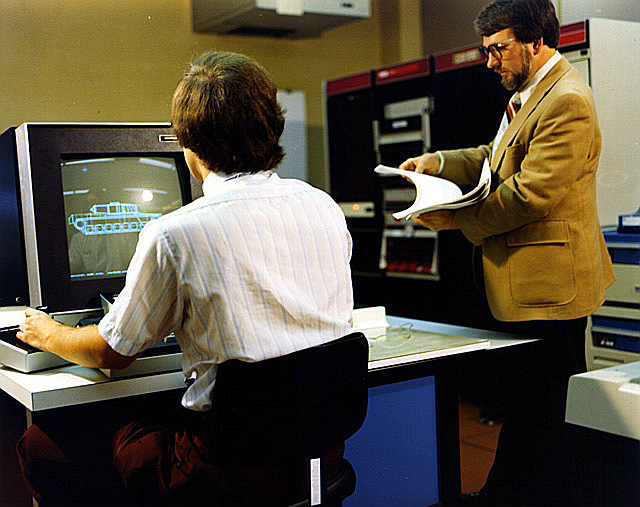
Mike Muuss (links) an einer PDP-11-Station mit einem BRL-CAD-Programm.

BRL-CAD ist ein Open-Source-Computerprogramm, mit dem man vordefinierte dreidimensionale geometrische Formen als Drahtgittermodell erstellen kann. Es wurde ursprünglich in den 80er Jahren beim US-Militär entwickelt. Die Software verfügt unter anderem über einen interaktiven Geometrie-Editor und Raytracing-Unterstützung.
Für den Datenaustausch verfügt BRL-CAD über viele Schnittstellen wie DXF, Euclid, IGES, JACK, STL und Tankill. Daneben kann man die 3D-Modelle auch als VRML-, Wavefront OBJ- oder X3D-Dateien exportieren.
Das Programm, dessen Quellcode heute aus über 750.000 Zeilen besteht, ist bis jetzt nur in englischer Sprache verfügbar, läuft aber unter so gut wie allen aktuellen Betriebssystemen. Am 1. Januar 2005 wurde mit BRL-CAD 7.0.2 die erste quelloffene Version freigegeben.